# Brenda Holloway
Brenda Holloway (Atascadero, 21 de Junho de 1946) é uma cantora e compositora norte-americana.

## Discografia

### Álbuns de estúdio
- Every Little Bit Hurts (1964)
- The Artistry of Brenda Holloway (1968)
- Brand New! (1980)
- All It Takes (1990)
- It's a Woman's World (1999)
- Together... (Live) (2000)
- My Love Is Your Love (2CD, 2003)
- 20th Century Masters (2003)
- Anthology (Tamla-Motown) (2005)

### Singles
| Ano  | Canção                                            | Melhores posições nas tabelas | Melhores posições nas tabelas |
| Ano  | Canção                                            | EUA                           | EUA R&B                       |
| ---- | ------------------------------------------------- | ----------------------------- | ----------------------------- |
| 1962 | "Hey Fool"                                        | —                             | —                             |
| 1963 | "You're My Pride and Joy" (dueto com Jess Harris) | —                             | —                             |
| 1963 | "I Ain't Gonna Take You Back"                     | —                             | —                             |
| 1963 | "It's You" (dueto com Hal Davis)                  | —                             | —                             |
| 1964 | "Every Little Bit Hurts"                          | 13                            | n/a                           |
| 1964 | "I'll Always Love You"                            | 60                            | n/a                           |
| 1965 | "When I'm Gone"                                   | 25                            | 12                            |
| 1965 | "Operator"                                        | 78                            | 36                            |
| 1965 | "You Can Cry on My Shoulder"                      | —                             | —                             |
| 1966 | "Together 'Til the End of Time"                   | —                             | —                             |
| 1966 | "Hurt a Little Everyday"                          | —                             | —                             |
| 1967 | "Just Look What You've Done"                      | 69                            | 21                            |
| 1967 | "You've Made Me So Very Happy"                    | 39                            | 40                            |
| 1988 | "Give Me A Little Inspiration"                    | —                             | —                             |
| 1988 | "On the Rebound" (dueto com Jimmy Ruffin)         | —                             | —                             |
| 1991 | "Hot and Cold"                                    | —                             | —                             |
| 2018 | "Same Page" (dueto com Rags Moody III)            | —                             | —                             |